# Université de Vienne
 (décembre 2018).
Si vous disposez d'ouvrages ou d'articles de référence ou si vous connaissez des sites web de qualité traitant du thème abordé ici, merci de compléter l'article en donnant les références utiles à sa vérifiabilité et en les liant à la section « Notes et références ».

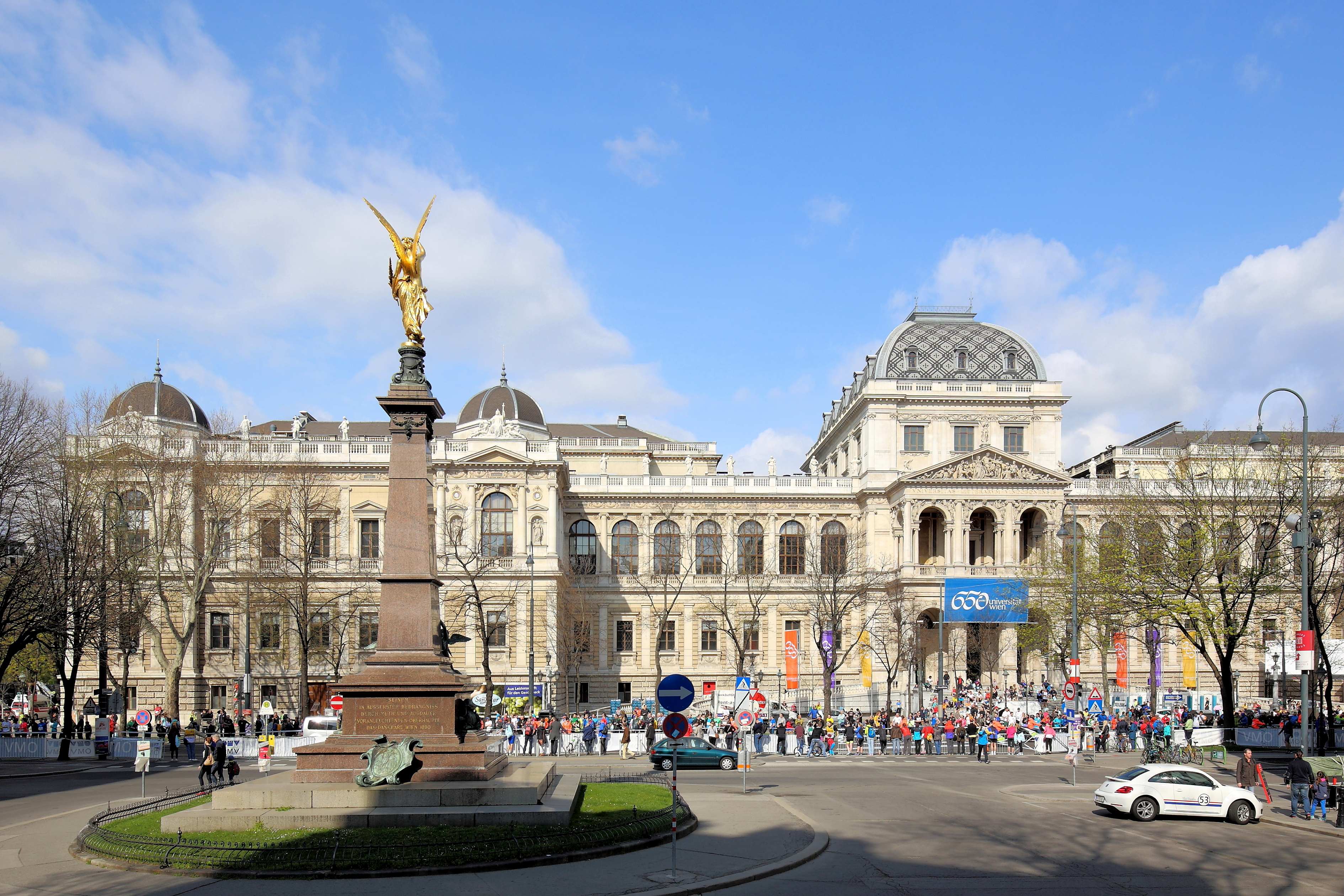
Bâtiment principal.

L'université de Vienne (allemand : Universität Wien), ou l'Alma mater Rudolphina est une université fondée le 12 mars 1365 par Rodolphe IV . C’est la plus ancienne université du monde germanophone, et l'université principale du Saint-Empire romain germanique. L’Université de Vienne, qui compte 17 lauréats du prix Nobel parmi ses anciens élèves et professeurs, a été le berceau de chercheurs dont les travaux ont marqué l’histoire des sciences et des lettres.
L'université de Vienne est classée 165e université mondiale par le Times Higher Education dans son édition 2018, ce qui en fait une des meilleures universités européennes.

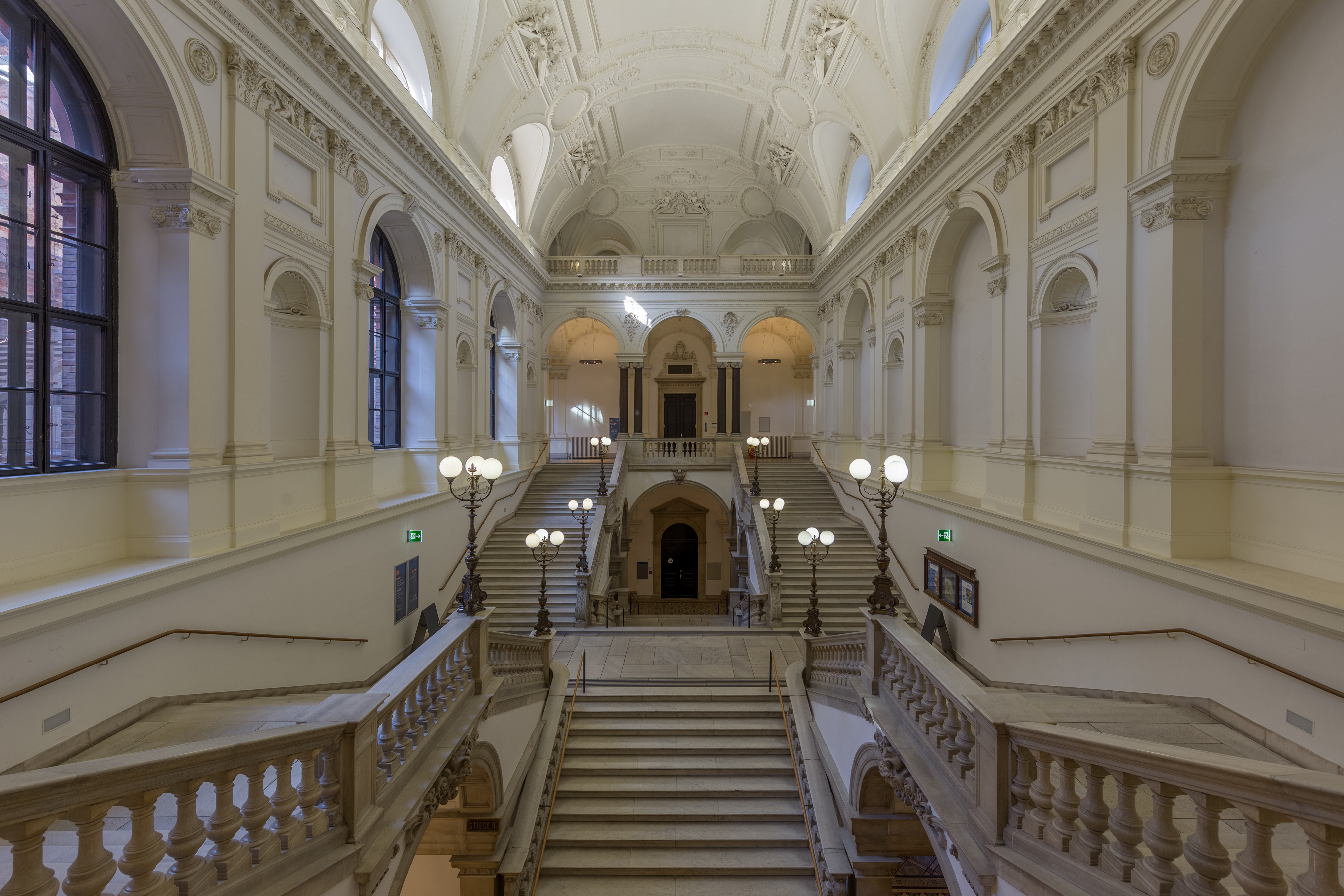
Escaliers de l'aile droite de l'université de Vienne.

Le bâtiment principal est l'œuvre de l'architecte Heinrich von Ferstel. Il s'élève sur le boulevard circulaire au centre de Vienne, le Ring.

## Personnalités liées à l'université

### Professeurs
- Franz Karl Alter

### Étudiants
- Ingeborg Bachmann
- Otto Benesch
- Bruno Bettelheim
- Rudolph Bing
- Ludwig Boltzmann
- Ludwig von Mises
- Josef Breuer
- Elias Canetti
- Thomas Ebendorfer
- Paul Feyerabend
- O.W. Fischer
- Joseph Fischhof
- Ivan Franko
- Sigmund Freud
- Margarethe Furcht
- Ernst Gombrich
- Kurt Gödel
- Franz Grillparzer
- Jörg Haider
- Franz von Hartmann
- Friedrich Hasenöhrl
- Hugo von Hofmannsthal
- Ellen Kandeler
- Ana Kansky
- Elizaveta Karamihailova
- Karl Kautsky
- Arthur Koestler
- Margarete Kollisch
- Karl Kraus
- Richard Kuhn
- Karl Landsteiner
- Karl Lederer
- Ernst Mach
- Gustav Mahler
- Tomáš Masaryk
- Lise Meitner
- Gregor Mendel
- Josef Mengele
- Wolfgang Lazius
- Franz-Anton Mesmer
- Radovan Miletić
- Alois Mock
- Johanna Piesch
- Julius Pokorny
- Karl Popper
- Peter Porsch
- Gabriele Possanner
- Sextil Pușcariu
- Wilhelm Reich
- Karl Renner
- Milena Roudnytska
- Manfred Rumpl
- Peter Safar
- Arthur Schnitzler
- Erwin Schrödinger
- Joseph Schumpeter
- Mehmed Spaho
- Danielle Spera
- Joseph Stefan
- Adalbert Stifter
- Elisabeth Udolf-Strobl
- Kurt Waldheim
- Josef Warkany
- Anton Wölfler
- Maria von Ostfelden

### Prix Nobel
Il y au total 15 lauréats du prix Nobel, affiliés comme suit à l'université :
| Nom                     | Champ d'étude           | Année |
| ----------------------- | ----------------------- | ----- |
| Robert Bárány           | Physiologie ou médecine | 1914  |
| Richard Adolf Zsigmondy | Chimie                  | 1925  |
| Julius Wagner-Jauregg   | Physiologie ou médecine | 1927  |
| Hans Fischer            | Chimie                  | 1930  |
| Karl Landsteiner        | Physiologie ou médecine | 1930  |
| Erwin Schrödinger       | Physique                | 1933  |
| Otto Loewi              | Physiologie ou médecine | 1936  |
| Victor Franz Hess       | Physique                | 1936  |
| Richard Kuhn            | Chimie                  | 1938  |
| Max Perutz              | Chimie                  | 1962  |
| Karl von Frisch         | Physiologie ou médecine | 1973  |
| Konrad Lorenz           | Physiologie ou médecine | 1973  |
| Friedrich Hayek         | Économie                | 1974  |
| Elias Canetti           | Littérature             | 1981  |
| Elfriede Jelinek        | Littérature             | 2004  |